# Scream Daisy
Scream Daisy ist eine maltesische Musikgruppe. Ihre Musik kann dem Musikstil Alternative Rock zugeordnet werden. 
Die erste Single der Band, "Room 7", wurde 2001 veröffentlicht und trotz der Konkurrenz ausländischer Künstler ein großer Erfolg auf Malta. Der Auftritt der Band beim maltesischen Heineken Jamming Festival 2001 trug wesentlich zu der seitdem wachsenden Popularität lokaler Künstler auf der Insel bei. Die folgenden Jahre waren von musikalischen und personellen Veränderungen gekennzeichnet. Nach einer Reihe guter Platzierungen in den Top 10 der maltesischen Single-Charts wurde 2006 das Debütalbum "In Case of Emergency" veröffentlicht.
Die Band erhielt mehrfach den Maltese Music Award, so 2001 für die beste Single und den besten Live-Auftritt und 2007 für das beste Video ("Pretty").

## Diskografie

### Alben
- 2006: In Case of Emergency
- 2007: Scream Daisy